# Ceratobatrachidae
Ceratobatrachidae (лат.) — семейство бесхвостых земноводных, обитающих в Юго-Восточной Азии. Ранее рассматривались как подсемейство Ceratobatrachinae настоящих лягушек.

## Описание
Размер представителей этого семейства колеблется от 6 до 15 см. Окраска зеленая, бурая, серая или коричневая с различными оттенками. Голова широкая, несколько уплощённая. Глаза среднего размера с горизонтальными зрачками. Над глазами присутствуют выросты, похожие на рога, чем они напоминают представителей семейства Ceratophryidae. У разных родов эти наросты отличаются по длине и ширине. Туловище толстое и массивное. Конечности сильные, особенно задние, перепонки развиты слабо. У ряда видов второй палец длиннее остальных.

## Образ жизни
Обитают в тропических и субтропических влажных лесах, а также в предгорьях. Ведут полудревесный образ жизни. Периодически спускаются к воде. Активны преимущественно в сумерках или ночью. Питаются беспозвоночными, головастиками, мелкой рыбой.

## Размножение
Яйца откладывают в землю. Развитие прямое — стадия головастика отсутствует, из яиц вылупляются маленькие копии своих родителей.

## Распространение
Ареал семейства охватывает Фиджи, острова Адмиралтейства и архипелаг Бисмарка, Молуккские острова и всю цепь Соломоновых островов (за исключением острова Сан-Кристобаль), Папуа — Новую Гвинея, Филиппины, северную Мьянму, северо-восточную Индию и Китай.

## Классификация
На февраль 2023 года в семейство включают 3 подсемейства, 4 рода и 102 видов:
Alcalinae Brown, Siler, Richards, Diesmos, and Cannatella, 2015
- Alcalus Brown, Siler, Richards, Diesmos, and Cannatella, 2015 (5 видов)

Ceratobatrachinae Boulenger, 1884 
- Cornufer Tschudi, 1838 (58 видов)
- Platymantis Gunther, 1858 — Островницы (32 вида)

Liurananinae Fei, Ye, and Jiang, 2010 
- Liurana Dubois, 1987 (7 видов)

## Фото

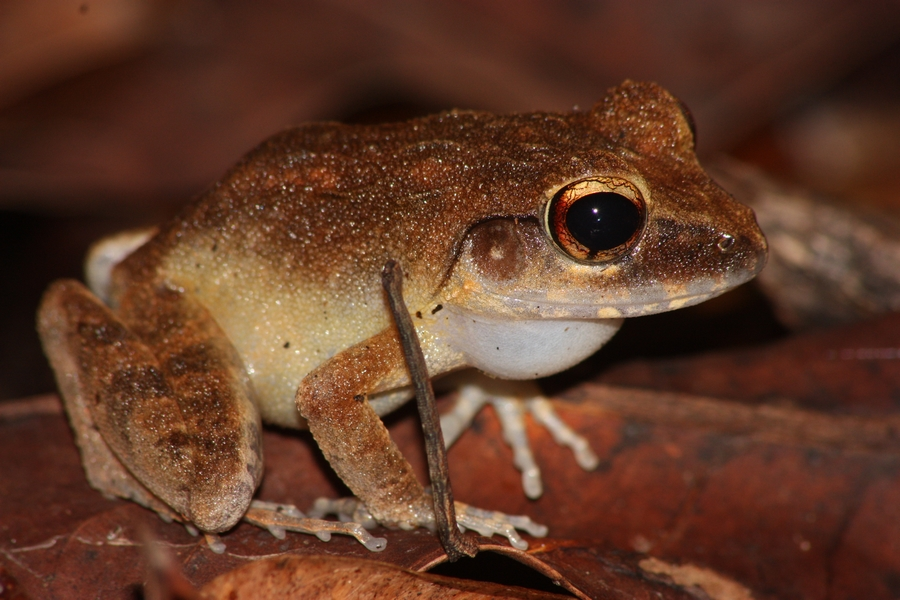
Platymantis papuensis
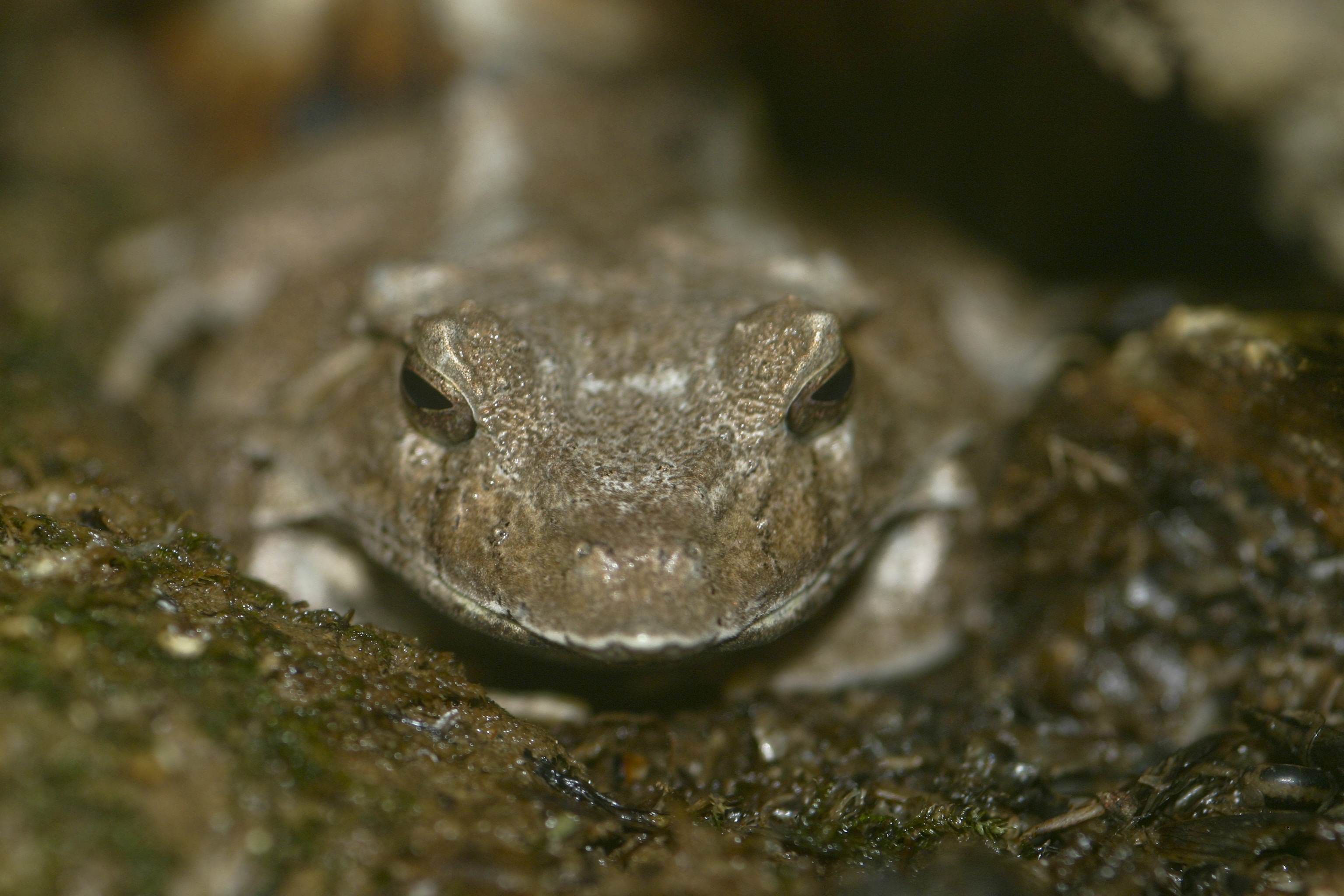
Ceratobatrachus guentheri
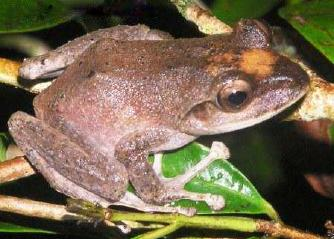
Platymantis vitiensis
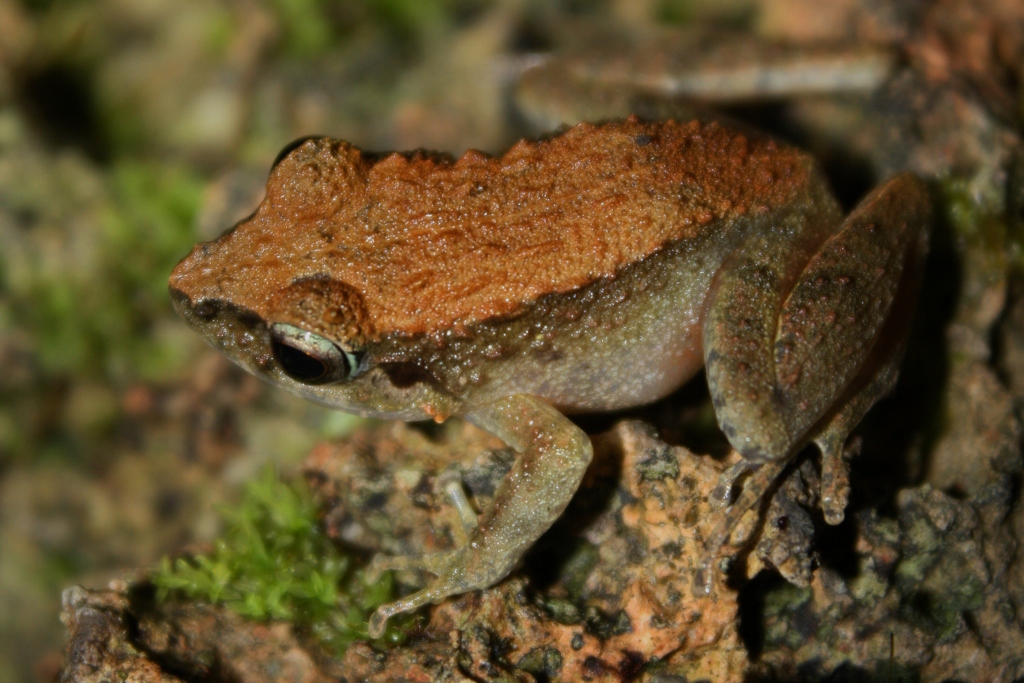
Platymantis dorsalis